# 上海德威外籍人员子女学校
上海浦东德威外籍人员子女学校（Dulwich College Shanghai Pudong）是一所位于中国上海浦东新区的英国国际学校。 該學校的學生一般為外籍人员子女。年齡介於2-18岁之間。該學校的教学语言是英语，並且男女同校。該學校的課程根據英格兰和威尔士的教學課綱來制定。該校可以頒發国际中学教育普通证书以及国际文凭。該校規定一年级以及以上学生都必须学习普通話。 。

## 歷史
2003年，德威国际教育集团于在上海浦东金桥开设了上海德威外籍人员子女学校，2016年，德威国际教育集团又在闵行区開設了分校。